# Смерть от воды
«Смерть от воды» (яп. 水死 Суйси) — роман Кэндзабуро Оэ, написанный в 2009 году и опубликованный в декабре этого года издательством «Коданся». Последний роман писателя. Название отсылает к одноимённой главе поэмы «Бесплодная земля» Томаса Элиота.

## Содержание
Как и во многих других работах Оэ позднего периода, повествование ведётся от лица полуавтобиографического персонажа писателя Когито. Отправной точкой романа является эпизод смерти отца Когито, который, придерживаясь ультра-националистических убеждений, утонул во время наводнения, пытаясь поднять боевой дух среди своего окружения незадолго до японской капитуляции в 1945 году. Фактически, по воспоминаниям самого Оэ, отец умер иначе, но в памяти остался именно образ его смерти от воды. Вернувшийся в родную деревню писатель Когито пытается понять причины, побудившие отца к такому поступку, и совместно с молодой актрисой Унаико работает над театральной постановкой пьесы, которую пишет для того, чтобы осмыслить этот пласт своего прошлого.
Отталкиваясь от призрачных детских воспоминаний, смешанных с фиктивными материалами, оставшимися об отце, повествование развивается в свободной форме, отличающейся смысловым многоголосием и так или иначе строясь вокруг попыток проникнуть в источники современного мироощущения японцев и его разрушительных аспектов, заложенных во многом в годы, на которые пришлась трагическая гибель отца.
Саму идею художественного выражения этого ключевого момента первых лет своей жизни (когда умер отец, Оэ было девять лет) писатель начал вынашивать ещё в университетские годы. Одной из попыток частично реализовать замысел можно считать написанную в 1972 году повесть «День, когда отрёт он сам всякую слезу с очей моих».
На фоне последних сочинений Оэ роман выделяется относительной простотой языка.